# Temporada da NFL de 1939
A Temporada de 1939 da NFL foi a 20ª temporada regular da National Football League, que terminou com a vitória do New York Giants, sobre o Green Bay Packers, por 27-0 em 10 de Dezembro de 1939, com um total de 32,279 espectadores no Wisconsin State Fair Park em West Allis, Wisconsin, pelo championship game da NFL. Antes daquela temporada, o então presidente da National Football League, Joe Carr, faleceu e teve de ser substituído por Carl Storck. 
Por sua vez, o Draft para aquela temporada foi realizado em 9 de dezembro de 1938 no New York Hotel, em Nova Iorque. Com a primeira escolha, o Chicago Cardinals selecionou o center Ki Aldrich da Universidade Cristã do Texas (Texas Christian University - TCU); localizada em Fort Worth, Texas.

## Disputas nas Divisões
Embora os Giants e os Packers tenham terminado um jogo à frente de seus rivais de divisão mais próximos, ambos conquistaram suas divisões em 3 de dezembro, último dia da temporada regular de 11 jogos. O New York Giants e Washington Redskins haviam empatado por 0-0 no início da temporada, e ambos tinham recordes de 8-1-1 quando se enfrentaram no Polo Grounds, em Nova York diante de uma multidão de 62.404. Os Giants não chegaram à endzone, no entanto, três field goals foram suficientes para uma vitória por 9–7 e, consequentemente título da divisão. 
A corrida da Western Division foi entre os Lions, Bears e Packers. Detroit estava invicto depois de quatro jogos, mas em 22 de outubro, o Green Bay os venceu por 26–7 para empatar o registro de ambas as equipes de 4–1–0. No mesmo dia, o Bears, com o mesmo recorde de 4 vitórias e 1 derrota, perdeu de 16-13 para o Giants; e seu registro caiu para 4-2. Na Semana Nove - 5 de novembro - os Lions venceram os Giants por 18–14, enquanto os Bears venceram os Packers por 30–27, proporcionando a Detroit a liderança por 6–1–0.  
Na semana seguinte (12 de novembro), os Bears venceram os Lions por 23–13, e os Packers derrotaram os Eagles por 23–16, empatando o recorde tanto de Detroit quanto de Green Bay em 6–2–0. Em 19 de novembro, os Lions perderam para os Rams por 14–3, enquanto Packers e Bears venceram. Em 26 de novembro, os Bears fecharam sua temporada em 8–3–0 após uma vitória de 48–7 sobre os Cardinals, já o Packers venceu o Rams por 7–6 para chegar a 8–2–0. Na última semana da temporada, Green Bay estava perdendo por 7–3 no intervalo no final da temporada em Detroit, e uma derrota teria forçado um playoff para o título da Western Division, mas o touchdown de Clarke Hinkle no quarto final deu aos Packers uma vitória por 12–7 e o título da divisão. 

## Classificação Final
Assim ficou a classificação da final da National Football League em 1939.
P = Nº de Partidas, V = Vitórias, D = Derrotas, E = Empates, PCT = Porcentagem de vitória, DIV = Recorde de partidas da própria divisão, PF = Pontos a favor, PA = Pontos contra.
| Eastern Division    |   |   |   |      |       |     |     |
| Time                | V | D | E | PCT  | DIV   | PF  | PC  |
| New York Giants     | 9 | 1 | 1 | .900 | 7-0-1 | 168 | 85  |
| Washington Redskins | 8 | 2 | 1 | .800 | 6-1-1 | 242 | 94  |
| Brooklyn Dodgers    | 4 | 6 | 1 | .400 | 3-4-1 | 108 | 219 |
| Philadelphia Eagles | 1 | 9 | 1 | .100 | 1-7   | 114 | 216 |
| Pittsburgh Pirates  | 1 | 9 | 1 | .100 | 1-6-1 | 105 | 200 |

| Western Division  |   |    |   |      |     |     |     |
| Time              | V | D  | E | PCT  | DIV | PF  | PC  |
| Green Bay Packers | 9 | 2  | 0 | .818 | 6-2 | 233 | 153 |
| Detroit Lions     | 8 | 3  | 0 | .727 | 6-2 | 298 | 157 |
| Chicago Bears     | 6 | 5  | 0 | .545 | 4-4 | 145 | 150 |
| Cleveland Rams    | 5 | 5  | 1 | .500 | 4-4 | 195 | 164 |
| Chicago Cardinals | 1 | 10 | 0 | .091 | 0-8 | 84  | 254 |

## NFL Championship Game
O NFL Championship Game (jogo do título), foi vencido pelo Green Bay Packers com um placar de 27- 0 sobre o New York Giants, em 10 de Dezembro de 1938, no Wisconsin State Fair Park em West Allis, Wisconsin.

## Líderes em estatísticas da Liga
| Estatística | Nome          | Time                | Jardas |
| ----------- | ------------- | ------------------- | ------ |
| Passe       | Davey O'Brien | Philadelphia Eagles | 1324   |
| Corrida     | Bill Osmanski | Chicago Bears       | 669    |
| Recebendo   | Don Hutson    | Green Bay Packers   | 846    |

## Prêmios
O Joe F. Carr Trophy, na época, nomeação do prêmio destinado ao jogador mais valioso (Most Valuable Player - MVP), foi entregue a Parker Hall, Halfback do Cleveland Rams.

## Troca de Treinadores
- Chicago Cardinals: Milan Creighton foi substituído por Ernie Nevers[21].
- Cleveland Rams: Dutch Clark foi contrado como o novo treinador do Rams; dada a presença de um técnico interino, Art Lewis por conta da demissão precoce de Hugo Bezdek após três partidas na temporada anterior[22].
- Detroit Lions: Dutch Clark foi substituído por Gus Henderson[23].
- Pittsburgh Pirates: Johnny Blood foi demitido após três partidas, Walt Kiesling foi contratado como seu substituto[24][25].

## Troca de Estádios
- O Cleveland Rams mandaria seus jogos no Cleveland Municipal Stadium[26].